# Svenskt Projektforum
Svenskt Projektforum är en svensk ideell förening för projektledare och projektintensiva verksamheter, grundad 1968.
Svenskt Projektforum har tre huvudsakliga verksamhetsområden; program och evenemang, certifiering av projektledarkompetens samt kommunikation på webben. Föreningen har sedan 2008 delat ut priset Årets projektledarbok. 
Programverksamheten innebär ett flertal mindre seminarier/webbinarier och deltagande på ett par större konferenser.
Certifieringsverksamheten innebär en granskning av projektledares självutvärdering enligt ett system från International Project Management Association, IPMA. Certifieringen bygger på tre kompetensområden; teoretisk kunskap om projektledning, praktisk erfarenhet av att leda projekt och den personliga beteendet som ledare. Certifiering kan göras på fyra olika nivåer beroende av antalet års erfarenhet av projektledning. Resultatet är ett internationellt certifikat som gäller under fem år.
Kommunikationsverksamheten innebär en webbnärvaro med webbplats och aktivitet på LinkedIn.